# Platythomisus octomaculatus
Espèce
Synonymes
- Thomisus octomaculatus C. L. Koch, 1845
- Platythomisus phryniformis Doleschall, 1859

Platythomisus octomaculatus est une espèce d'araignées aranéomorphes de la famille des Thomisidae.

## Distribution
Cette espèce se rencontre en Indonésie, en Malaisie, au Brunei, à Singapour et en Thaïlande.

## Description
Le mâle décrit par Lin, Koh, Shao et Li en 2019 mesure 3,72 mm et la femelle 17,05 mm
Les tâches abdominales varient selon le stade de vie. Les jeunes sortant de l'oeuf n'ont que deux tâches abdominales au premier stade.

## Publication originale
- C. L. Koch, 1845 : Die Arachniden. Nürnberg, C.H. Zeh’sche Buchhandlung, vol. 12, p. 1–166 (texte intégral).